# Botryonopa piliha
Botryonopa piliha es un coleóptero de la familia Chrysomelidae.
Fue descrita científicamente por primera vez en 1976 por Würmli.